# 李恒 (植物学家)
李恒（1929年—2023年1月12日），女，为中国植物学家。

## 生平
任职于中国科学院昆明植物研究所，《中国植物志》的编辑者之一，对云南植物尤其是天南星科植物的研究贡献良多。

## 荣誉
2013年，获得国际天南星科学会所颁授的肖特奖章。

## 所命名的分類
（列表可能不完整）
- 4个李恒命名的生物分类